# Дом Руссо
Дом Руссо — старинный особняк в Таганроге (ул. Фрунзе, 65).

## Архитектурные особенности
Дом в полтора этажа. По фасаду — шесть окон. Рустованные углы.

## История
До конца 1870-х годов дом принадлежал купцу Миоти, затем его жене Евдокии. В конце 80-х годов дом приобрела жена коллежского секретаря потомственная дворянка Мария Никаноровна Маслакова. Скончалась 4 января 1911 года в возрасте 81 года от рака печени. Ее супруг Николай Иванович скончался 3 марта 1898 года от заворота кишок в возрасте 79 лет. Обоих отпевали в Успенском соборе.
Последними владельцами дома были Лука Егорович, его жена Анна Петровна и Семен Лукич Руссо. Лука Георгиевич (Егорович) родился 16 июля 1839 года в семье русского рядового Балаклавского бастиона и Марфы Ивановны. Таинство крещения в Греческой церкви совершил протоиерей Евстафий Сакелариди, в услужении дьякона Резникова. Достигнув совершеннолетнего возраста, обручился в Троицкой церкви села Большая Кирсановка на дворянке Анне Максимовне, урожденной Яичной. Роду Яичных дворянство было пожаловано корнету Василию Васильевичу 21 апреля 1785 года в Киевской губернии.
С 1857 по 1866 год Лука Егорович Руссо служил в городской думе канцелярским служащим, затем канцеляристом помощника столоначальника. В 1873 году его назначили помощником делопроизводителя управы. Все дела вел безукоризненно.
В 1917-1918 годах на участке при доме был заложен сад, высажены карликовые и формовочные фруктовые деревья, также ботанические декоративные растения: груши, яблони, черешня биггаро, сливы, алыча, абрикосы, персики. В саду росли розы, голубые ели, можжевельник, туя, дикий виноград, вьющиеся розы «Crimson Rambler». Из кустарников — сирень, жимолость, чекалкин орех, сирень в миндале, ирга, барбарис, смородина. А также тополь, лесной орех, бархат амурский (амурское пробковое дерево). В саду были лилии, ирисы, пионы, флоксы, рудбекия, гайлярдия, пиретрум и много других цветов, всего 72 вида. Общая площадь посадок составляла 330 квадратных сажен (1500 м²).

## Известные обитатели дома
- Руссо, Валентина Владимировна (1909—1987) — советский художник, скульптор, педагог.[2][3]